# Casino La Vignola Boccapaduli

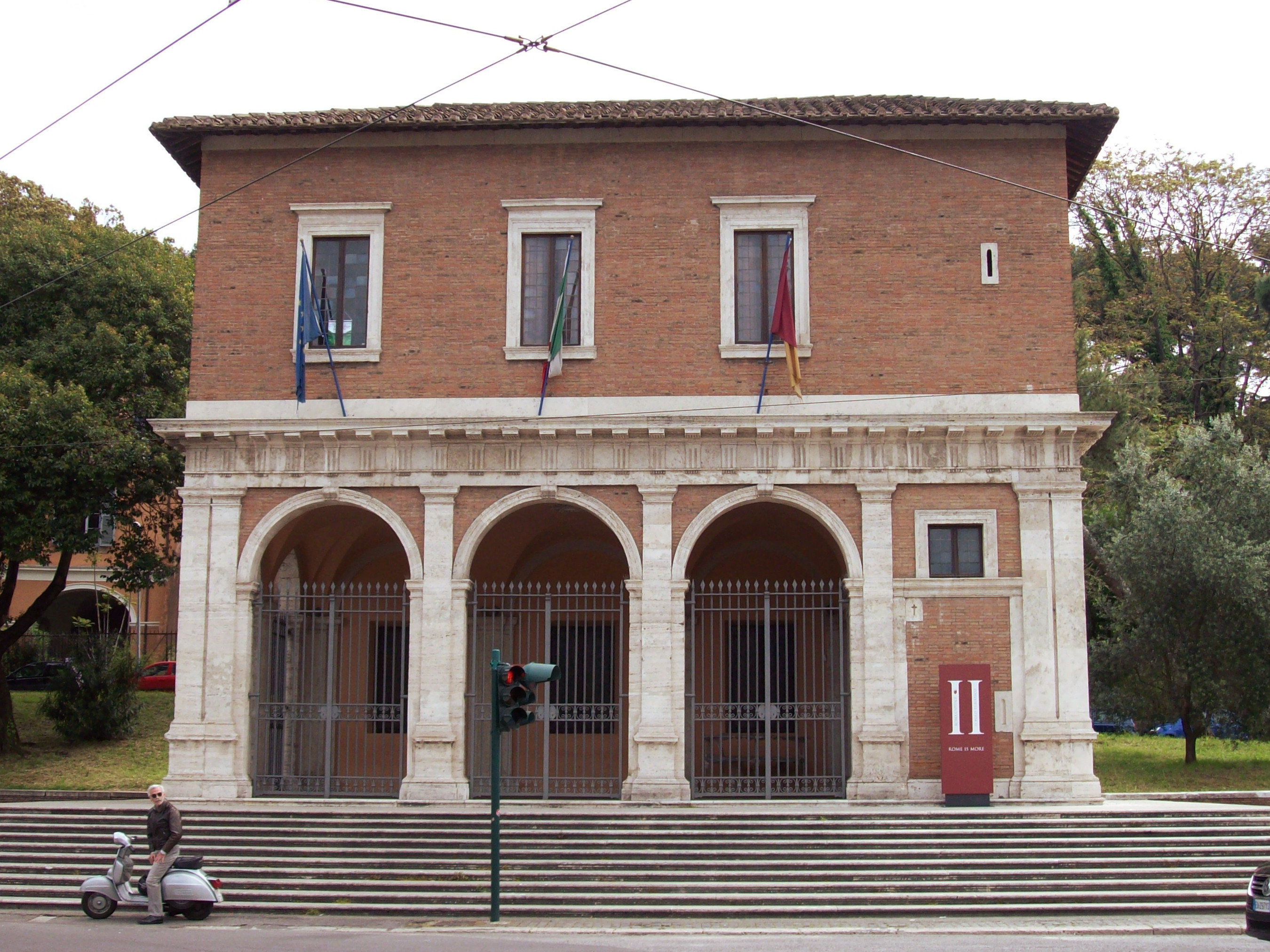
Vista da fachada.

Casino La Vignola Boccapaduli é um palacete renascentista localizado na esquina da Piazza di Porta Capena com a Via di San Gregorio, no rione Celio de Roma, bem perto da extremidade curva do Circo Máximo e no sopé do monte Célio.

## História
Este antigo palacete do século XVI, atualmente sede do Istituto per la Storia Romana dal Fascismo alla Resistenza, foi construído em 1538 para Prospero Boccapaduli, um conservador no Capitólio, e ficava originalmente do outro lado da praça, onde hoje está o Palazzo FAO. A estrutura inteira foi desmontada e reconstruída no local atual em 1911 durante as obras de criação do Parco di Porta Capena (ou Passeggiata Archeologica), por ordem do ministro Guido Baccelli, que desejava valorizar no local os grandes monumentos romanos, como o Circo Máximo e as Termas de Caracala. O Casino foi reconstruído pelo arquiteto Pietro Guidi, que se permitiu algumas personalizações durante o projeto, reconstruindo algumas partes marcantes e dispondo a estrutura acima de uma nova escadaria de dez degraus (ao invés dos dois originais). O edifício se abre no piso térreo em um pórtico em travertino, constituído por três arcos na frente e dois dos lados, sobre o qual está um um friso dórico; no piso nobre se abrem janelas com arquitrave.
Ele é chamado de "La Vignola" por que o edifício ficava localizado num pequeno vinhedo (em italiano:  vignola) pertencente à família Boccapaduli.